# 6′,7′-Dihydroxybergamottin
6′,7′-Dihydroxybergamottin ist eine chemische Verbindung aus der Gruppe der Furocumarine mit zweifach hydroxylierter Geraniol-Seitenkette.

## Vorkommen

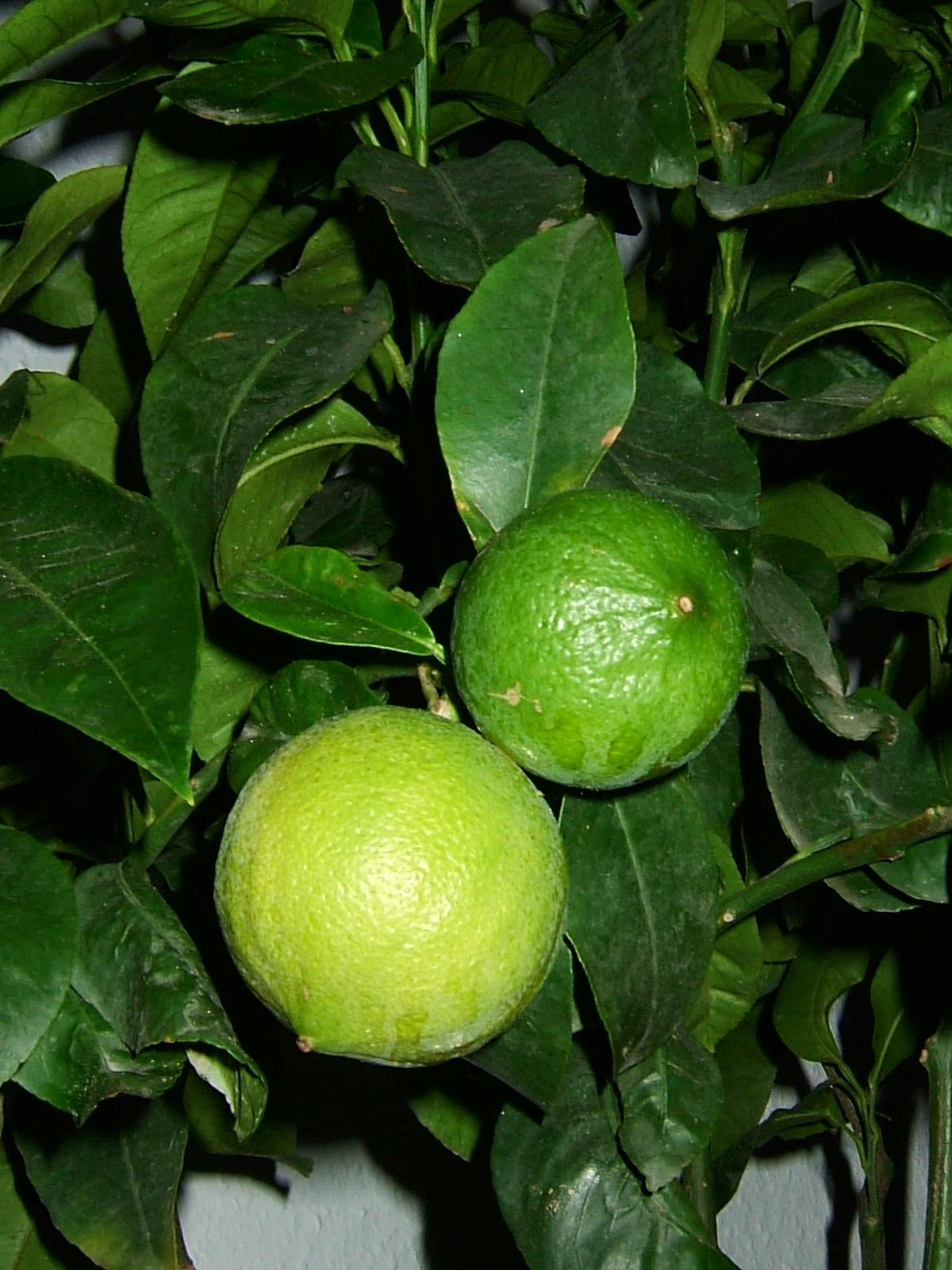
Früchte der Bergamotte

6′,7′-Dihydroxybergamottin kommt natürlich in der Bergamotte und der Grapefruit vor, in geringeren Mengen auch in anderen Zitrusfrüchten.
Bergamottin kann durch Extraktion mit Ethylacetat aus dem Saft der Grapefruit und anschließender Kieselgel-Chromatographie und HPLC isoliert werden, oder durch Extraktion mit Methylenchlorid und anschließender HPLC. Der Nachweis von Bergamottin erfolgt über HPLC mit UV-Detektor oder durch Massenspektrometrie. Die Biosynthese erfolgt aus Bergamottin über Epoxybergamottin als Zwischenstufe.

## Eigenschaften
6′,7′-Dihydroxybergamottin ist, wie auch Bergamottin, ein Inhibitor von CYP3A4 und mitverantwortlich für den verlangsamten Abbau von manchen Arzneimitteln nach Konsum von Grapefruit. Durch Einnahme von 6′,7′-Dihydroxybergamottin steigt die orale Bioverfügbarkeit und die Plasmakonzentration dieser Arzneimittel. Die IC50 von 6′,7′-Dihydroxybergamottin bei CYP3A4 liegt unter 1,2 μM. Die IC50 für 6′,7′-Dihydroxybergamottin bei CYP1B1 liegt bei 7,17 μM. Die IC50 für 6′,7′-Dihydroxybergamottin bei der Biosynthese von 6β-Hydroxytestosteron liegt bei 25 μM.